# Frontón Adarraga
El Frontón Adarraga es un frontón corto situado en la ciudad de Logroño, (La Rioja). Fue inaugurado el 19 de septiembre de 1964 con ocasión de las Fiestas de San Mateo. Las dimensiones de la cancha son de 35,68 m de largo y 11 m de ancho, pudiéndose celebrar partidos de pelota vasca en las modalidades de mano. Sufrió una importante remodelación en el año 2005, cuando se cambió la cubierta, se le colocó un filtro solar y se remodeló el suelo y el frontis. Forma parte de un complejo deportivo del mismo nombre situado en la margen izquierda del río Ebro.
Su nombre hace referencia a la memoria del pelotari guipuzcoano afincado en Logroño Javier Adarraga Gorrochategui.
Es escenario habitual de partidos de los campeonatos de España de las diferentes modalidades de mano (parejas, individual y 4 y 1/2), y acoge una de las ferias más importantes del país en septiembre, la Feria de San Mateo.

## Finales de torneos nacionales
- Campeonato de España de mano parejas (1999)
- Campeonato Manomanista de Segunda Categoría (1969 y 2011)

## Otros usos
Además de la pelota, el Adarraga ha acogido habitualmente partidos de baloncesto o de fútbol sala. También han sido muchos los mítines políticos o los conciertos que se han celebrado, sobre todo en los años en los que Logroño no contaba con un recinto cubierto apropiado para dichos acontecimientos. Allí se celebraban los conciertos del Festival "ACTUAL", que cada año en enero inaugura los festivales musicales en España. 
Como dato curioso, en el Adarraga se celebró en febrero de 1995 uno de los últimos conciertos de Antonio Flores antes de su fallecimiento.

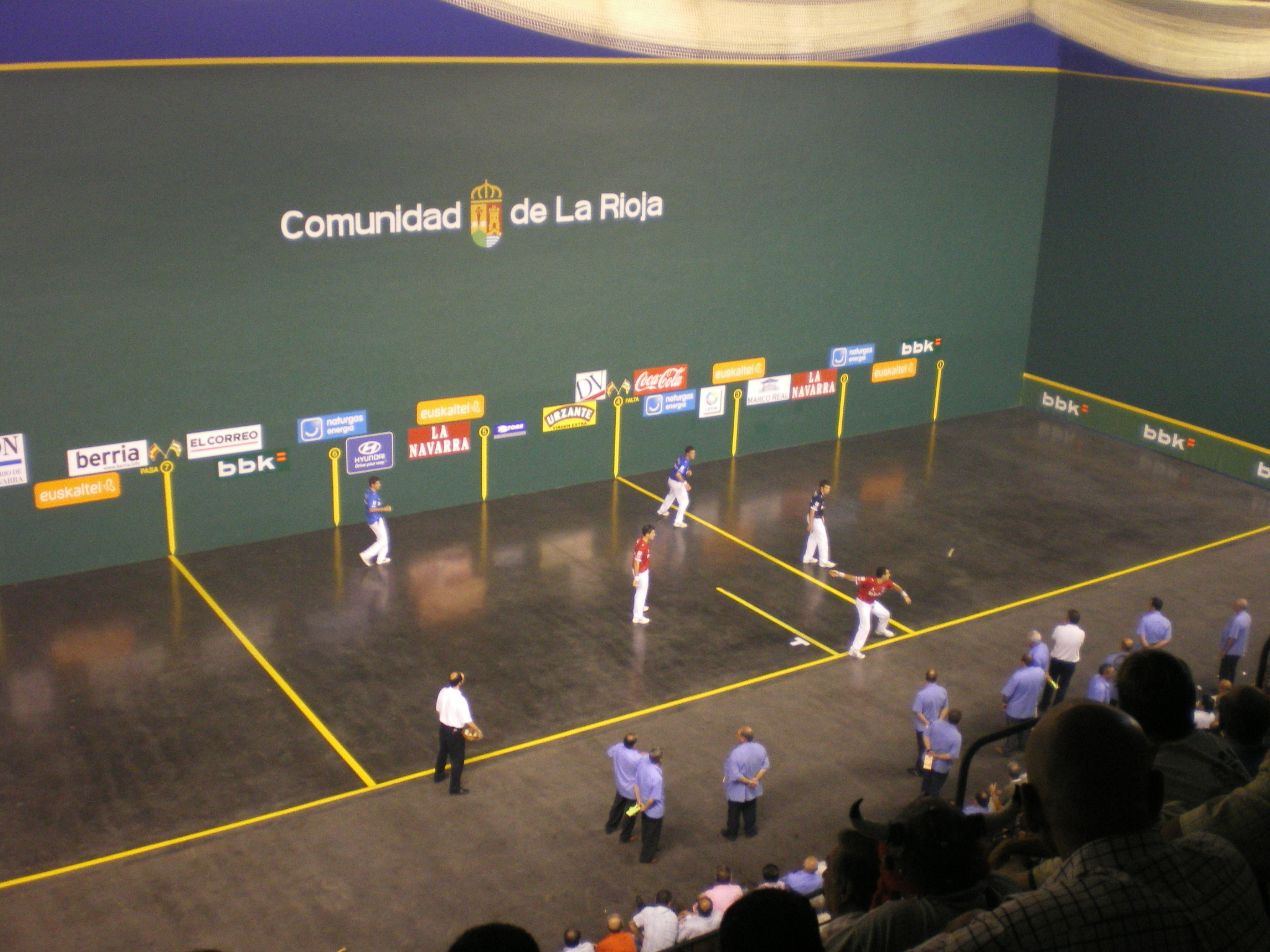